# 아프리카 속주

로마 제국 내의 아프리카 속주 지도

아프리카 속주(라틴어: Africa)는 북아프리카의 지중해 연안 지대를 관할하던 로마의 속주였다. 기원전 146년 제3차 포에니 전쟁에서 로마 공화국이 카르타고를 정복하고 설치하였다. 오늘날의 튀니지와 알제리 북동부 해안, 시드라만에 맞닿은 리비아 북서부 해안에 상당하다. 당시는 물론 지금까지도 이 지역에는 베르베르인이 살아왔는데 라틴어로는 이들을 비롯한 북아프리카 원주민을 통틀어 'Mauri'라고 불렀다. 기원전 9세기에 셈어족 계통의 페니키아인들이 해상 운송의 편의를 위해 지중해 연안을 따라 이 지역에 정착지들을 건설했고 기원전 8세기에 번성한 카르타고가 이곳을 지배했었다.
아프리카는 로마 제국의 서부 지역에서 이탈리아 다음가는 가장 부유한 속주 중 하나였다. 큰 정착지로는 카르타고를 비롯하여 하드루메툼, 히포 레기우스가 있었다. 기원후 439년 반달족이 이곳을 정복하였다가 534년 동로마 제국이 반달 전쟁을 벌여 탈환하고 아프리카 총독부를 세웠다. 서기 698년 이집트에서 온 우마이야 왕조의 이슬람 군대가 카르타고를 함락시키며 로마 지배는 종식되었다.

## 같이 보기
- 이프리키야
- 아프리카 로망스어
- 포사툼 아프리카이 (리메스)
- 아프리카 왕국
- 동로마령 북아프리카